# 森廣祐基
森廣 祐基（もりひろ まさき、1992年10月19日 - ）は、日本のプロレスラー、レフェリー。兵庫県尼崎市出身。血液型O型。大日本プロレス所属。

## 経歴
2016年4月1日、大日本プロレスに入門。
2017年8月8日、上野恩賜公園大会、vs青木優也戦にてデビュー。当初は青木とほぼ同時期にデビューさせる予定だったが、練習中の負傷で延期されていた。
2019年7月16日、大日本プロレス後楽園ホール大会において、1年以上に及ぶ長期欠場から復帰。　
2020年9月、同月で休業するフランク篤の跡を継ぐためレフェリー兼任のレスラーとなる。

## 得意技
- ヘッドバット
- スイングDDT
- 逆エビ固め
- モリヒロック
- 巨大フランクによる攻撃

フランク篤から受け継いだフランクフルトによる攻撃。以前の使用者同様、フランクは身体の一部とされる。
- オースイスープレックスホールド

## 入場曲
- climbing plant

## タイトル歴
大日本プロレス
- 横浜ショッピングストリート6人タッグ王座（第46代 w/ 橋本大地&神谷英慶）